# Boulevard Saint-Michel
Boulevard Saint-Michel je významná ulice (bulvár) v Paříži na hranici 5. a 6. obvodu. Rozkládá se od Pont Saint-Michel k Avenue de l'Observatoire. Jeho jméno je odvozeno od kaple sv. Michaela, která se nacházela v královském paláci (dnes Justiční palác) na ostrově Cité. Hovorově se nazývá «Boul'Mich'», což je zkráceně Boulevard Michel. Takto jej nazývali dříve antiklerikální studenti.

## Umístění
Na severu je bulvár pokračováním trasy od mostu Saint-Michel přes náměstí Place Saint-Michel. Jižní část končí na náměstí Place Ernest-Denis, kde trasa pokračuje jako Avenue de l'Observatoire.

## Historie
Boulevard Saint-Michel nechal vybudovat baron Haussmann v 19. století při přestavbě Paříže rovnoběžně s ulicí Rue Saint-Jacques, která vyznačovala historickou osu ze severu na jih. Původně se jednalo o Boulevard de Sébastopol, který protínal Paříž od severu k jihu. Začínal na pravém břehu řeky Seiny a pokračoval na druhé straně řeky pod názvem Boulevard de Sébastopol rive gauche (bulvár Sevastopol na levém břehu). V roce 1867 získal svůj současný název.
Protože se nachází v blízkosti Sorbonny, stal se bulvár v květnu 1968 jedním z hlavních míst pouličních bojů mezi policií a studenty. Více než měsíc byl zablokován barikádami a vozy pořádkové policie.

## Budovy
Severní část bulváru je rušnější, především díky mnoha knihkupectví a obchody s oděvy. Nacházejí se zde velká knihkupectví Gibert Joseph a Gibert Jeune. Další významné budovy na bulváru jsou Hôtel de Cluny, Lycée Saint-Louis, École Mines ParisTech a univerzitní budovy. Bulvár tvoří rovněž východní hranici Lucemburské zahrady.